# Xorides eastoni
Xorides eastoni är en stekelart som först beskrevs av Sievert Allen Rohwer 1913.  Xorides eastoni ingår i släktet Xorides och familjen brokparasitsteklar. Inga underarter finns listade i Catalogue of Life.